# Liste der Biografien/Gul
Liste der Biografien |
Portal Biografien |
Personensuche
# |
A |
B |
C |
D |
E |
F |
G |
H |
I |
J |
K |
L |
M |
N |
O |
P |
Q |
R |
S |
T |
U |
V |
W |
X |
Y |
Z |
?
 
Ga |
Gb |
Gc |
Gd |
Ge |
Gf |
Gh |
Gi |
Gj |
Gk |
Gl |
Gm |
Gn |
Go |
Gp |
Gq |
Gr |
Gs |
Gu |
Gv |
Gw |
Gy |
Gz
 
Gua |
Gub |
Guc |
Gud |
Gue |
Guf |
Gug |
Guh |
Gui |
Guj |
Guk |
Gul |
Gum |
Gun |
Guo |
Gup |
Gur |
Gus |
Gut |
Guu |
Guv |
Guw |
Guy |
Guz
Die Liste der Biografien führt alle Personen auf, die in der deutschsprachigen Wikipedia einen Artikel haben. Dieses ist eine Teilliste mit 415 Einträgen von Personen, deren Namen mit den Buchstaben „Gul“ beginnt.

## Gul
- Gül Baba († 1541), islamischer Heiliger, Derwisch und Dichter
- Gül, Abdülhamit (* 1977), türkischer Politiker (AKP)
- Gül, Abdullah (* 1950), türkischer PolitikerAbdullah Gül (* 1950)

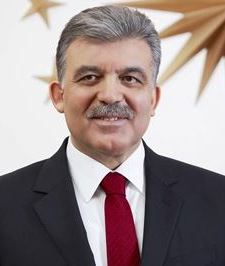
Abdullah Gül (* 1950)

- Gül, Demet (* 1982), deutsch-türkische Schauspielerin
- Gül, Deniz (* 2004), schwedisch-türkischer Fußballspieler
- Gül, Erdem (* 1967), türkischer Journalist
- Gül, Ersin (* 1990), deutscher Futsal- und Fußballspieler türkischer Abstammung
- Gul, Fahim (* 1956), pakistanischer Squashspieler
- Gül, Faruk (* 1988), deutscher Fußballspieler
- Gül, Fatih (* 1988), türkischer Fußballspieler
- Gul, Gerardus (1847–1920), niederländischer altkatholischer Bischof
- Gül, Gökhan (* 1998), deutscher Fußballspieler
- Gul, Hamid (1936–2015), pakistanischer Armeegeneral
- Gül, Hikmet (1926–1991), türkische Schauspielerin
- Gul, Islam, afghanischer Fußballfunktionär und -trainer
- Gül, Kaan (* 1994), deutscher Fußballspieler
- Gul, Kastir (1575–1653), islamischer Jurist, Mystiker und Sufiheiliger
- Gül, Lale (* 1997), niederländische Schriftstellerin
- Gül, Leyla (* 1974), Schweizer Politikerin
- Gül, Masist (1947–2003), türkischer Schauspieler, Künstler, Comiczeichner
- Gül, Şifanur (* 1997), türkische Schauspielerin
- Gül, Turgut (* 1991), türkischer Fußballspieler

### Gula
- Gula, Sharbat, afghanische Frau
- Gülabi, Aşık (* 1950), alevitisch-türkischer Dichter und Volkssänger
- Gulabzoy, Sayed Mohammad (* 1951), afghanischer Politiker und Diplomat
- Gulack, George Julius (1905–1987), US-amerikanischer Turner
- Gulácsi, Péter (* 1990), ungarischer Fußballtorwart
- Gulácsy, Mária (1941–2015), ungarische Florettfechterin
- Gulacy, Paul (* 1953), US-amerikanischer Comiczeichner
- Gulager, Clu (1928–2022), US-amerikanischer SchauspielerClu Gulager (1928–2022)

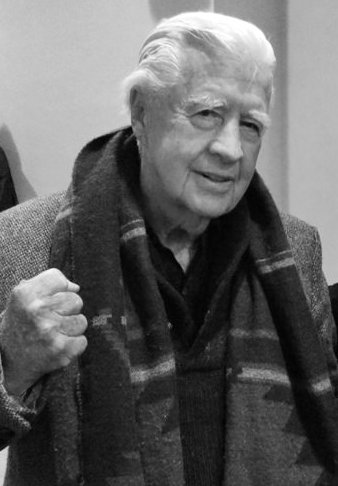
Clu Gulager (1928–2022)

- Gulajew, Nikolai Dmitrijewitsch (1918–1985), sowjetischer Pilot
- Gulak, Drew (* 1987), amerikanischer Wrestler
- Gulam, Zainol (* 1992), singapurischer Fußballspieler
- Gulamov, Kamran (* 1990), usbekischer Unternehmer und Hochschulpräsident
- Gulan, Genco (* 1969), türkischer Konzeptkünstler und Theoretiker
- Gulan, Nikola (* 1989), serbischer Fußballspieler
- Gularte, Emanuel (* 1997), uruguayischer Fußballspieler
- Gularte, Ismael (* 1996), uruguayischer Fußballspieler
- Gularte, Jorginho (1956–2013), brasilianisch-uruguayischer Komponist, Gitarrist, Sänger und Musikproduzent
- Gularte, Sebastián (* 1990), uruguayischer Fußballspieler
- Guláš, Josef, tschechischer Pokerspieler
- Gulat von Wellenburg, Daniel (1764–1839), badischer Jurist, Ministerialbeamter, Innen- und Justizminister
- Gulat von Wellenburg, Eduard (1835–1901), badischer Verwaltungsjurist, Geheimer Oberregierungsrat und Großherzoglich-badischer Kammerabgeordneter
- Gulat-Wellenburg, Walter von (1877–1944), deutscher Neurologe und Psychiater
- Gulati, Himanshu (* 1988), norwegischer Politiker
- Gulati, Sindhu, indische Badmintonspielerin
- Gulati, Sundeep, indischer Poolbillardspieler
- Gulati, Sunil (* 1959), US-amerikanischer Ökonom und Fußballfunktionär
- Gulatz, Heinrich (1914–2007), deutscher Jurist
- Gülay, Ahmet (* 2003), türkischer Fußballspieler
- Gülay, Cem (* 1970), deutscher Autor
- Gülay, Yahya (* 1972), deutscher Kampfsportler und Weltmeister im Thaiboxen

### Gulb
- Gulba, Angelika (* 1992), deutsche Fußballspielerin
- Gülbadamova, Sofja (* 1981), russische Pianistin
- Gülbahar, Kerem (* 1984), türkischer Fußballspieler
- Gülbay-Peischard, Zümrüt (* 1970), deutsche Juristin und Hochschullehrerin
- Gulbe, Anna (* 1995), lettischer Kugelstoßer
- Gulbe, Elza (* 1993), lettische Ruderin
- Gulbe, Laura (* 1995), lettische Tennisspielerin
- Gulbenkian, Calouste (1869–1955), britischer Ingenieur, Ölforscher, Geschäftsmann, Finanzexperte und Kunstsammler armenischer HerkunftCalouste Gulbenkian (1869–1955)

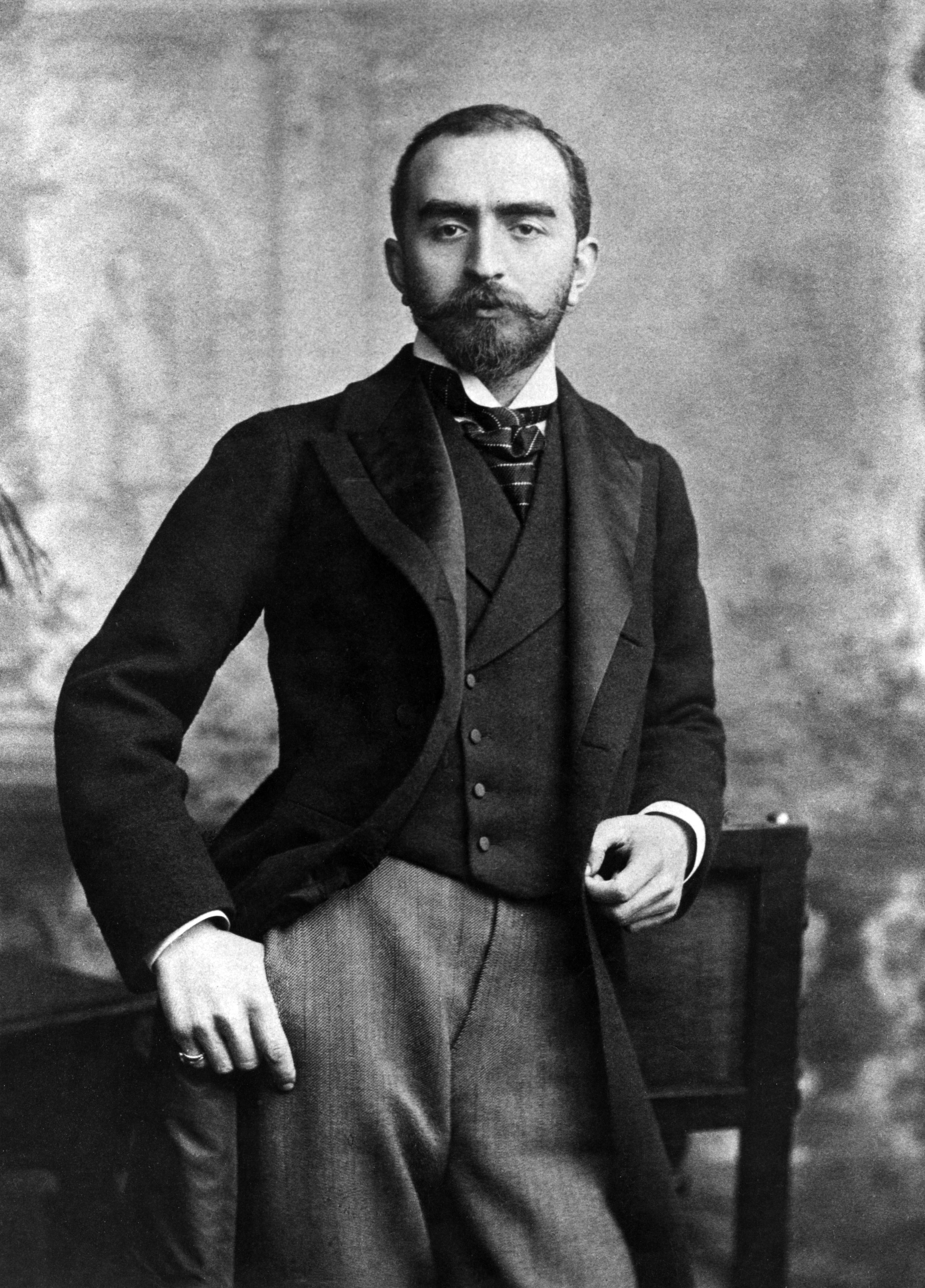
Calouste Gulbenkian (1869–1955)

- Gülberg, Niels, deutscher Japanologe und Kulturwissenschaftler
- Gülbeyaz, Halil (* 1962), deutscher Fernsehjournalist, Dokumentarfilmer, Sachbuch- und Romanautor
- Gulbinas, Tomas (* 1972), litauischer Politiker und Vizebürgermeister der Stadtgemeinde Vilnius
- Gulbinowicz, Henryk Roman (1923–2020), polnischer Geistlicher und römisch-katholischer Erzbischof von Breslau
- Gulbins, Max (1862–1932), deutscher Organist und Komponist
- Gulbis, Ernests (* 1988), lettischer Tennisspieler
- Gulbrandsen, Fredrik (* 1992), norwegischer Fußballspieler
- Gulbrandsen, Hans Martin (1914–1979), norwegischer Kanute
- Gulbrandsen, Kate (* 1965), norwegische Sängerin
- Gulbrandsen, Ragnhild (* 1977), norwegische Fußballspielerin
- Gulbrandsen, Solveig (* 1981), norwegische Fußballspielerin
- Gulbranson, Ellen (1863–1947), schwedisch-norwegische Sängerin
- Gulbranssen, Trygve Emanuel (1894–1962), norwegischer Schriftsteller
- Gulbransson, Grete (1882–1934), österreichische Schriftstellerin und Heimatdichterin
- Gulbransson, Jan (* 1949), deutscher Künstler und Comiczeichner
- Gulbransson, Olaf (1873–1958), norwegischer Maler, Grafiker und KarikaturistOlaf Gulbransson (1873–1958)

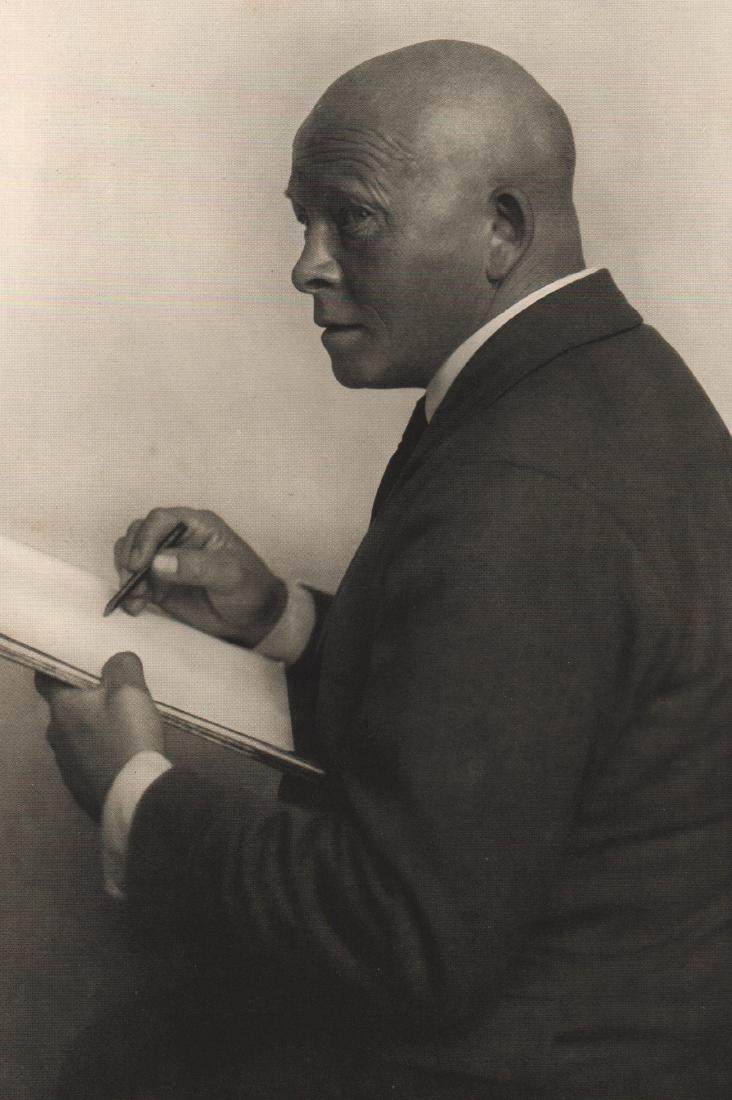
Olaf Gulbransson (1873–1958)

- Gulbransson, Olaf Andreas (1916–1961), deutscher Architekt

### Gulc
- Gülcher, Alfred (1849–1922), deutscher Verwaltungsbeamter und Landrat
- Gülcher, Edwin (1822–1870), preußischer Verwaltungsbeamter und Landrat des Kreises Eupen
- Gülçiçek Hatun (* 1335), Ehefrau des osmanischen Sultans Murad I.
- Gülçiçek, Ali Duran (* 1955), deutscher Autor türkischer Herkunft

### Guld
- Gulda, Friedrich (1930–2000), österreichischer Pianist und Komponist
- Gulda, Paul (* 1961), österreichischer Pianist, Komponist und Dirigent
- Gulda, Rico (* 1968), österreichischer Pianist, Kulturmanager und Produzent
- Gulda, Tomáš (* 1989), deutsch-tschechischer Eishockeyspieler
- Guldager, Oscar (1904–1986), dänischer Bahnradsportler
- Guldahl, Ralph (1911–1987), US-amerikanischer Golfspieler
- Guldan, Ernst (1927–1997), deutscher Kunsthistoriker
- Guldan, Ľubomír (* 1983), slowakischer Fußballspieler
- Guldan, Richard (1901–1955), deutscher Ingenieur und Hochschullehrer
- Guldberg, Cathinka (1840–1919), norwegische Diakonisse und Begründerin der Krankenpflegeausbildung in Norwegen
- Guldberg, Cato Maximilian (1836–1902), norwegischer Mathematiker und Chemiker
- Guldberg, Charlotte (* 1975), dänische Schauspielerin, Sängerin und Synchronsprecherin
- Guldberg, Ove (1918–2008), dänischer Ingenieur und Politiker (Venstre), Mitglied des Folketing, Minister für öffentliche Arbeiten und Außenminister
- Guldberg, Stig (1916–1980), dänischer Pädagoge, Gründer des Guldberg-Plans
- Guldberg, Torben (* 1975), dänischer Autor
- Guldbrand, Johan Wilhelm (1744–1809), dänischer Arzt
- Guldbrandsen, Christine (* 1985), norwegische Sängerin
- Guldbrandzén, Tony (1942–2010), schwedischer Geistlicher der Schwedischen Kirche und Bischof von Härnösand
- Gülde, Hermann (* 1894), deutscher Jurist
- Gulde, Manuel (* 1991), deutscher Fußballspieler
- Guldemond, Chas (* 1987), US-amerikanischer Snowboarder
- Gülden (* 1983), türkische Popmusikerin
- Gulden, Alfred (* 1944), deutscher Schriftsteller, Lieder- und Filmemacher
- Gülden, Bilal (* 1993), deutsch-türkischer Fußballspieler
- Gulden, Bjørn (* 1965), norwegischer Fußballspieler und WirtschaftsmanagerBjørn Gulden (* 1965)

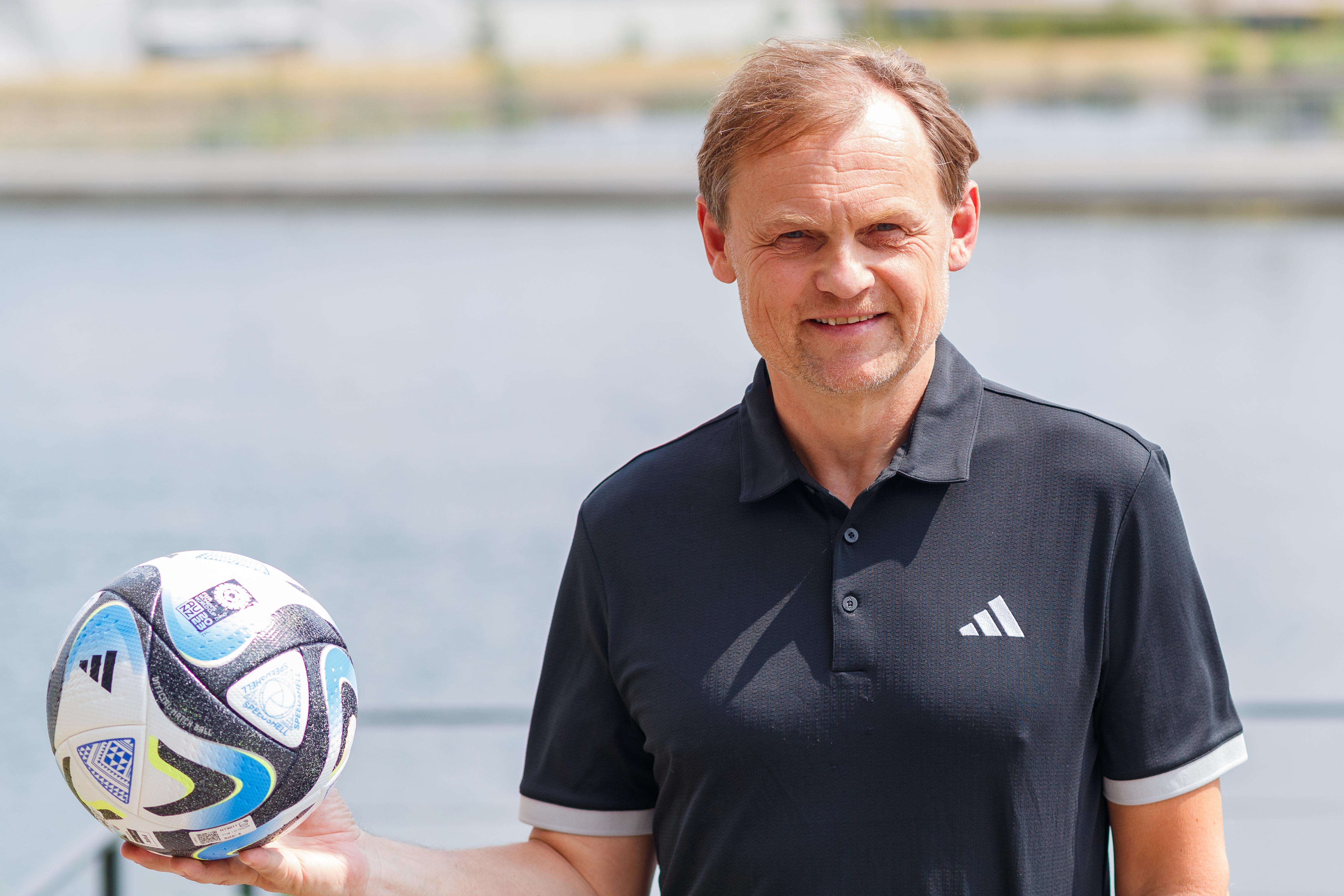
Bjørn Gulden (* 1965)

- Gulden, Elke (* 1977), deutsche Musik- und Tanzpädagogin
- Gulden, Gustav Adolf (1808–1882), deutscher Jurist und Politiker
- Gulden, Heinrich (1730–1793), deutscher Theologe
- Gulden, Henrik (* 1995), norwegisch-deutscher Fußballspieler
- Gülden, Jörg (1944–2009), deutscher Musikjournalist und Musiker
- Gülden, Josef (1907–1993), deutscher katholischer Geistlicher und Publizist
- Güldenapfel, Georg Gottlieb (1776–1826), deutscher Bibliothekar
- Güldenapfel, Karl (1859–1944), evangelisch-lutherischer Pfarrer
- Güldenberg, Carl (1915–2002), deutscher katholischer Ordenspriester, Jugenderzieher und Krankenhausseelsorger
- Güldenberg, Patrick (* 1979), deutscher Schauspieler
- Guldener, Max (1903–1981), Schweizer Jurist
- Guldener, Rainer (* 1956), Schweizer Schauspieler
- Guldenmund, Hans († 1560), deutscher Buchdrucker und Briefmaler
- Güldenpenning, Albert (1854–1896), deutscher Klassischer Philologe und Gymnasiallehrer
- Güldenpenning, Reinhold (* 1966), deutscher Fußballspieler
- Güldenpfennig, Arnold (1830–1908), deutscher ArchitektArnold Güldenpfennig (1830–1908)

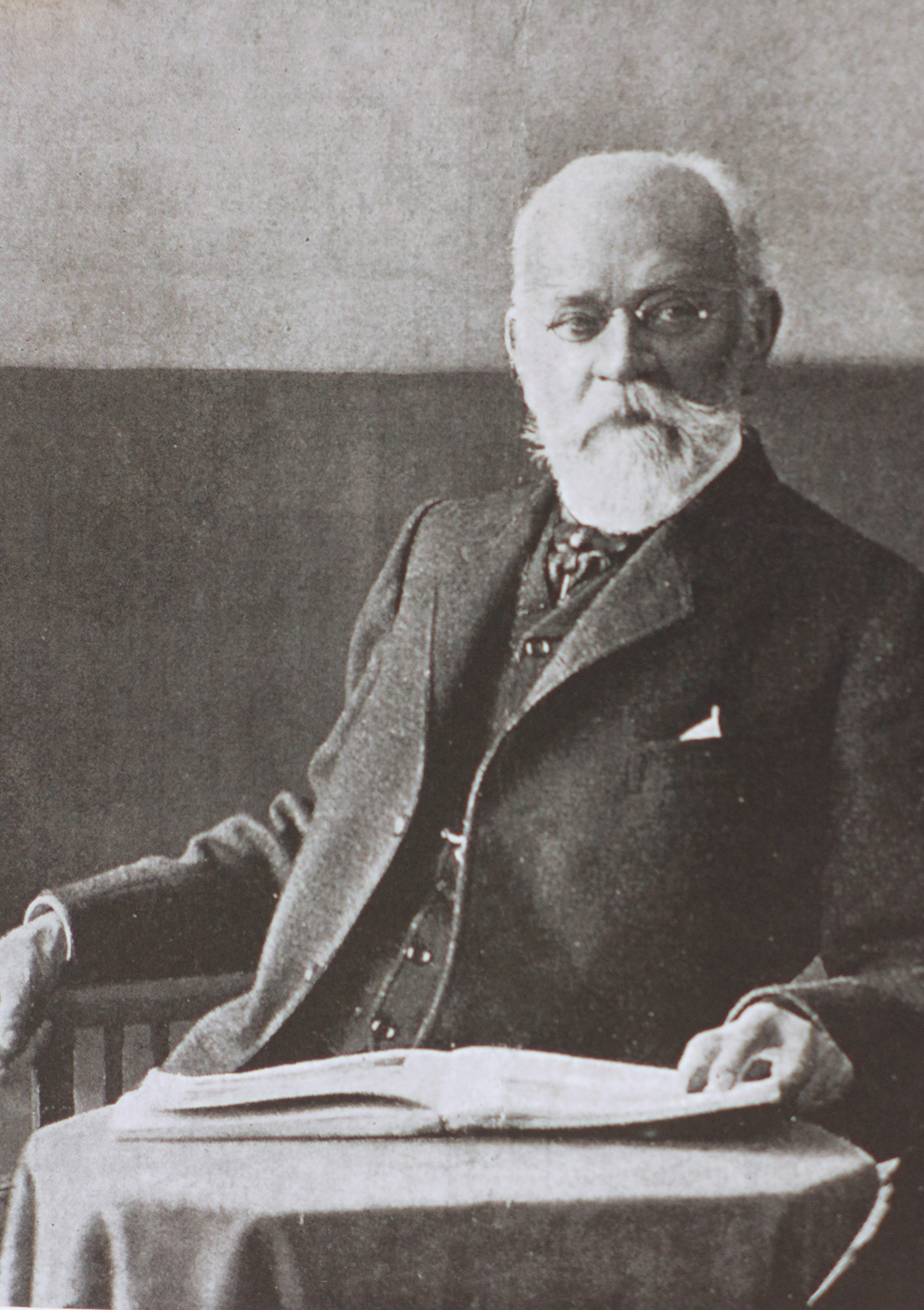
Arnold Güldenpfennig (1830–1908)

- Güldenpfennig, Hans (1875–1945), deutscher Architekt, Kölner Dombaumeister
- Güldenpfennig, Sven (* 1943), deutscher Sportfunktionär und Sportwissenschaftler
- Güldenpfennig, Wolfgang (* 1951), deutscher Olympiasieger im Rudern
- Güldenstädt, Johann Anton (1745–1781), deutsch-baltischer Naturforscher und Entdecker
- Güldenstein, Albert (1822–1891), deutscher Bildhauer
- Güldenstubbe, Carl Gustav von (1739–1814), baltischer Adelsmann, Landespolitiker, Staatsrat und Adelsmarschall von Ösel
- Güldenstubbe, Johann Gustav von (1731–1780), Landmarschall von Ösel (Livland)
- Güldenstubbe, Johann Ludwig von (1818–1873), baltisch-schwedischer Adelsmann, Philosoph, Spiritist und Esoteriker
- Güldenstubbe, Karl Friedrich von (1816–1862), Landmarschall der Insel Ösel in Livland (1849–1862)
- Güldenstubbe, Karl Gustav von (1798–1867), Landmarschall von Ösel (Livland)
- Güldenstubbe, Magnus Alexander Ludwig von (1801–1884), russischer General
- Güldenstubbe, Maximilian Reinhold Karl von (1850–1931), Jurist und Dichter in Livland
- Güldenzoph, Stephanie (* 1977), deutsche Fußballspielerin
- Gulder, Alois (1901–1972), österreichischer Bankdirektor
- Gulder, Angelika (* 1967), deutsche Psychologin, Autorin und Coach
- Gulder, Tanja (* 1978), deutsche Chemikerin
- Gulder, Tobias (* 1978), deutscher Chemiker
- Guldhammer, Michael (* 1961), dänischer Radrennfahrer
- Guldhammer, Rasmus (* 1989), dänischer Radrennfahrer
- Guldhammer, Thomas (* 1987), dänischer Radrennfahrer
- Guldi, Jo (* 1978), US-amerikanische Historikerin
- Güldig, Heinrich (1820–1893), deutscher Verleger
- Guldimann, Joseph (1656–1736), deutscher Jesuitenpater, Professor an Jesuitenhochschulen, Architekt
- Guldimann, Tim (* 1950), Schweizer Diplomat und PolitikwissenschaftlerTim Guldimann (* 1950)

Tim Guldimann (* 1950)

- Guldin, Josef (1811–1898), Schweizer Politiker
- Guldin, Paul (1577–1643), Schweizer Astronom und Professor für Mathematik in Graz und Wien
- Güldin, Samuel (1664–1745), Schweizer evangelischer Geistlicher und Pietist
- Güldner, Andreas (* 1986), deutscher Freitaucher und Minentaucher
- Güldner, Helmut (1923–1977), deutscher Bildhauer und Medailleur
- Güldner, Hugo (1866–1926), deutscher Ingenieur, Motorenbauer und Technikpionier, Gründer der Güldner-Motoren-Gesellschaft
- Güldner, Matthias (* 1960), deutscher Politiker (Bündnis 90/Die Grünen), MdBB
- Güldner, Ralf (* 1953), deutscher Radiochemiker
- Güldner, Thore (* 1995), deutscher Politiker (SPD), MdL Niedersachsen
- Guldstrand, Dick (1927–2015), US-amerikanischer Unternehmer und Autorennfahrer
- Güldüren, İsmail (* 1979), türkischer Fußballspieler

### Gule
- Gule, Lars (* 1955), norwegischer Philosoph, Historiker und Sozialwissenschaftler
- Güleç, Gökhan (* 1985), türkischer Fußballspieler
- Gülec, Tahir (* 1993), deutscher Taekwondoin
- Guleghina, Maria (* 1959), ukrainisch-luxemburgische Opernsängerin
- Gülek, Kasım (1905–1996), türkischer Politiker
- Gülek, Tayyibe (* 1968), türkische Ökonomin und Politikerin
- Guleke, Maria (1816–1892), deutsch-baltische Pastorentochter und Übersetzerin des ersten lettischen Romans
- Guleke, Nicolai (1878–1958), deutsch-baltischer Chirurg, Hochschullehrer in Jena
- Guleke, Reinhold (1834–1927), deutsch-baltischer Architekt und Hochschullehrer
- Gulelauri, Lascha (* 1993), georgischer Leichtathlet
- Gülen, Fethullah (1941–2024), türkisch-islamischer GelehrterFethullah Gülen (1941–2024)

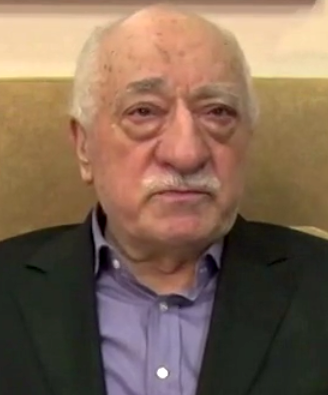
Fethullah Gülen (1941–2024)

- Gülen, Levent (* 1994), schweizerisch-türkischer Fußballspieler
- Gülen, Muhlis (* 1947), türkischer Fußballspieler
- Gülenç, Beyza (* 1994), türkische Dreispringerin
- Guler von Wyneck, Johannes (1562–1637), Chronist, Offizier und Landammann von Davos
- Güler, Abdullah (* 1969), türkischer Politiker und Jurist
- Güler, Ahmet (* 1957), deutsch-türkischer Unternehmer
- Güler, Ara (1928–2018), türkisch-armenischer Fotograf
- Güler, Arda (* 2005), türkischer FußballspielerArda Güler (* 2005)

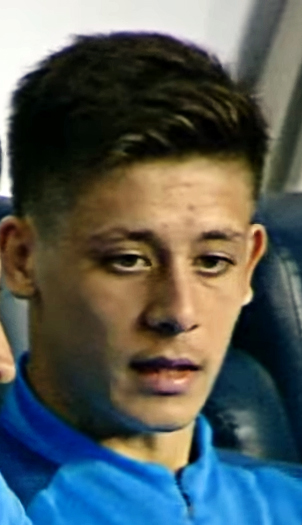
Arda Güler (* 2005)

- Güler, Asil Kaan (* 1994), türkischer Fußballtorhüter
- Güler, Çetin (* 1940), türkischer Fußballspieler und -trainer
- Güler, Cevat (* 1959), türkischer Fußballtrainer
- Güler, Esat Polat (* 2007), türkischer Kinderdarsteller
- Güler, Faikah (1966–2020), deutsche Transplantationsforscherin, Nephrologin und Hochschullehrerin
- Güler, Gülderen (* 1999), türkische Schauspielerin
- Güler, İlhan (* 1966), türkischer Boxer
- Güler, Mastafa (* 1975), türkischer Radrennfahrer
- Güler, Mehmet (* 1944), türkischer Maler, Grafiker Bildhauer und Buchillustrator
- Güler, Mehmet Hilmi (* 1949), türkischer Wissenschaftler und Politiker
- Güler, Muammer (* 1949), türkischer Politiker
- Güler, Mutlu (* 1998), türkischer Fußballspieler
- Güler, Onurcan (* 1995), türkischer Fußballspieler
- Güler, Özcan (* 1975), deutsch-türkischer Fußballspieler
- Güler, Semih (* 1994), deutsch-türkischer Fußballspieler
- Güler, Serap (* 1980), deutsche Politikerin (CDU), MdLSerap Güler (* 1980)

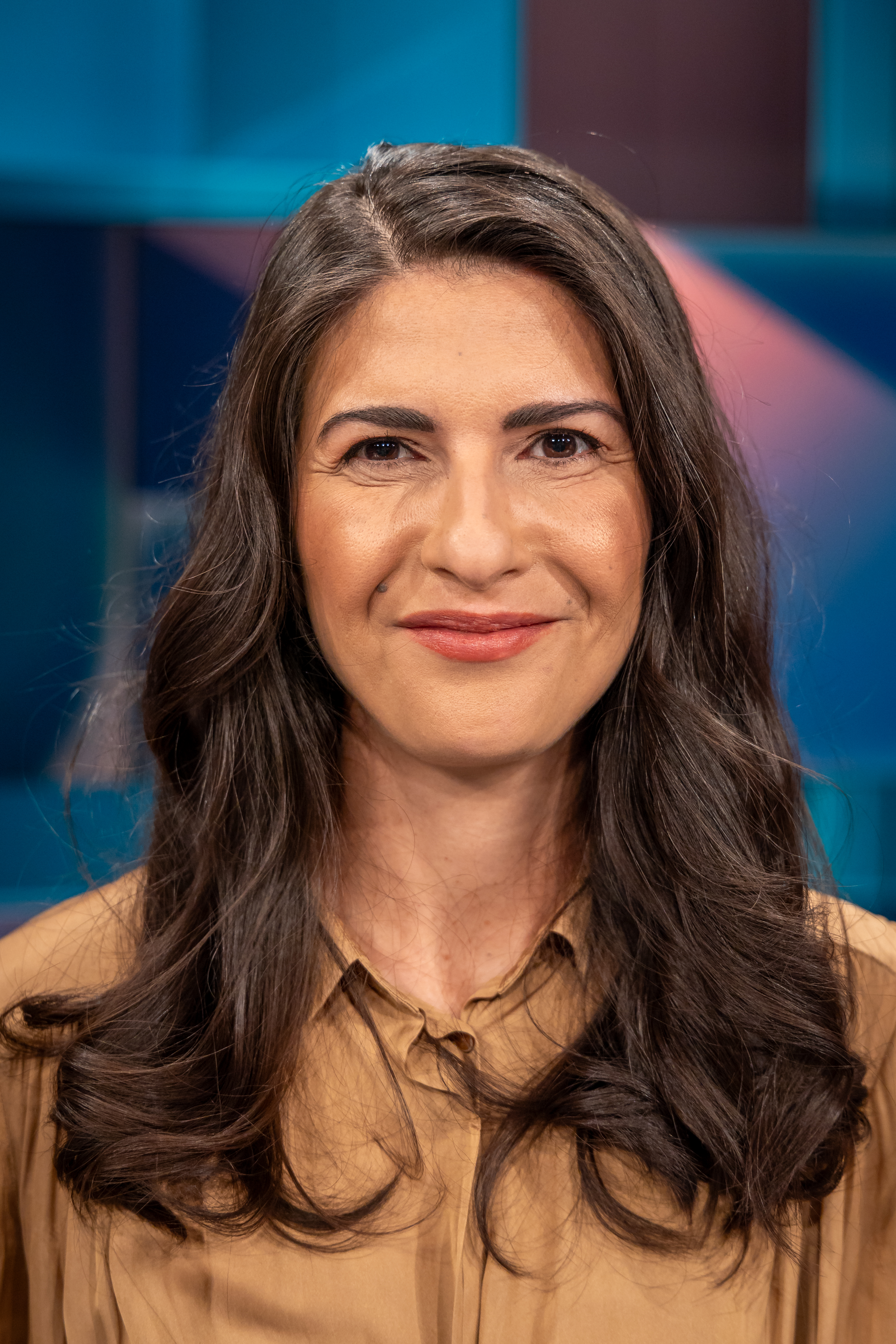
Serap Güler (* 1980)

- Güler, Serhat-Semih (* 1997), deutscher Fußballspieler
- Güler, Sude Zülal (* 2001), türkische Schauspielerin
- Güler, Vural (* 1971), türkischer Sänger und Bağlama-Virtuose
- Güler, Yaşar (* 1954), türkischer General
- Güler, Ziya (* 1952), türkischer Generalleutnant
- Gülersoy, Çelik (1930–2003), türkischer Denkmalschützer und Jurist
- Güleryüz, Andaç (* 1993), deutsch-türkischer Fußballspieler
- Güleryüz, Hasan (* 1986), türkischer Fußballspieler
- Güleş, Aydın (* 1944), türkischer Fußballspieler
- Guleserian, John (* 1976), US-amerikanischer Kameramann
- Gülesin, Şükrü (1922–1977), türkischer Fußballspieler und -trainer
- Gulewicz, Gerhard (1967–2025), österreichischer Extremsportler
- Gulewitsch, Wladimir Sergejewitsch (1867–1933), russischer Biochemiker
- Gulewski, Paweł (* 1981), polnischer Politiker, Stadtpräsident von Toruń
- Gulezian, Michael (* 1957), US-amerikanischer Fingerstyle-Gitarrist

### Gulf
- Gülfirat, Suzan (* 1963), deutsche Journalistin und Publizistin

### Gulg
- Gulgee, Ismail (1926–2007), pakistanischer Künstler
- Gülger, Matthias (1565–1628), österreichischer Zisterzienser, Prior und Abt zweier Klöster
- Gulgowski, Wlodek (* 1944), polnischer Jazz- und Fusionmusiker (Piano, Arrangement) und Filmkomponist

### Guli
- Gulia, Dmitri Iossifowitsch (1874–1960), sowjetisch-abchasischer Schriftsteller und Poet
- Gulia, Georgi Dmitrijewitsch (1913–1989), abchasisch-sowjetischer Schriftsteller
- Gulian, Constantin Ionescu (1914–2011), rumänischer Philosoph und Soziologe
- Gulich, Abraham (1642–1679), Philosoph in Hamm
- Gulich, Andrin (* 1999), Schweizer Ruderer
- Gülich, Elisabeth (* 1937), deutsche Sprachwissenschaftlerin
- Gülich, Ferdinand von (1871–1970), deutscher Diplomat
- Gülich, Friedrich von (1820–1903), deutscher Diplomat
- Gülich, Gustav von (1791–1847), deutscher Landwirt, Nationalökonom und Unternehmer
- Gulich, Heinz (1931–1990), deutscher Politiker (CDU der DDR)
- Gulich, Helmut (* 1961), deutscher Fußballspieler
- Gülich, Jakob Guido Theodor (1801–1877), deutsch-dänischer Politiker und Jurist
- Gülich, Marie (* 1994), deutsche BasketballspielerinMarie Gülich (* 1994)

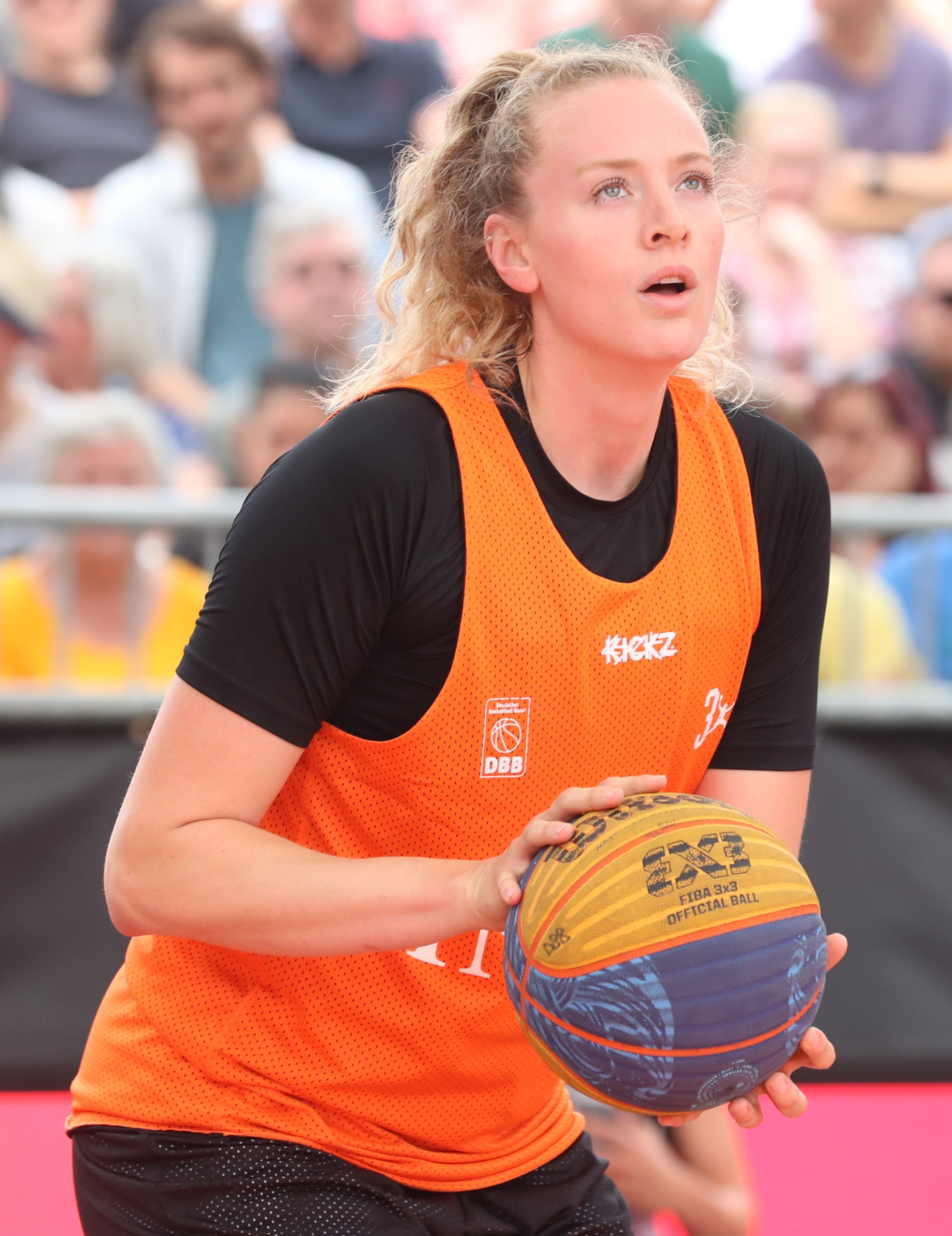
Marie Gülich (* 1994)

- Gülich, Martin (* 1963), deutscher Schriftsteller
- Gülich, Nikolaus (1644–1686), Führer des Gülich-Aufstands in Köln
- Gülich, Philipp Jacob von (1777–1843), deutscher Jurist
- Gülich, Theodor (1829–1893), deutsch-amerikanischer Sozialist und Jurist
- Gulich, Thomas (* 1961), Schweizer Manager, Unternehmer und ehemaliger Sportfunktionär
- Gülich, Wilhelm (1895–1960), deutscher Politiker (SPD), MdL, MdB
- Gülich, Wolfgang (* 1940), deutscher Offizier, Autor und Sammler
- Gulick, Bill (1916–2013), US-amerikanischer Schriftsteller
- Gulick, Charles Burton (1868–1962), US-amerikanischer Klassischer Philologe
- Gulick, Luther (1865–1918), amerikanischer Gesundheitslehrer, Arzt, Sporthygieniker und -förderer
- Gulick, Luther (1892–1993), US-amerikanischer Politikwissenschaftler und Hochschullehrer
- Gulielmus, Janus (1555–1584), deutscher Philologe und Dichter
- Gulien, Sander (* 1974), niederländischer Comiczeichner
- Gulijew, Ajas Bachtijarowitsch (* 1996), russischer Fußballspieler
- Gulijew, Safar Safar ogly (* 1972), russischer Ringer
- Gulik, Fulco van (* 1979), niederländischer Radrennfahrer
- Gulik, Robert van (1910–1967), niederländischer Diplomat, Autor und SinologeRobert van Gulik (1910–1967)

Robert van Gulik (1910–1967)

- Gulik, Sarah van (* 1990), niederländische Handballspielerin
- Gulik, Wilhelm van (1873–1907), deutscher Theologe und Kirchenhistoriker
- Gulini, Faye (* 1992), US-amerikanische Snowboarderin
- Gulino, Tiziana (* 1997), Schweizer Sängerin und Musicaldarstellerin
- Guliyev, Ekaterina (* 1991), russisch-türkische Leichtathletin
- Guliyev, Ramil (* 1990), türkischer Leichtathlet

### Gulj
- Guljajew, Alexander Pawlowitsch (1908–1998), sowjetischer Schachkomponist
- Guljajew, Boris Iwanowitsch (* 1941), sowjetischer Eisschnellläufer
- Guljajew, Juri Wassiljewitsch (* 1935), russischer Physiker und Hochschullehrer
- Guljajew, Nikolai Alexejewitsch (* 1966), russischer Eisschnellläufer
- Guljajew, Stepan Iwanowitsch (1806–1888), russischer Bergbauingenieur, Regionalhistoriker und Heimatforscher
- Guljajew, Wadim Wladimirowitsch (1941–1998), sowjetischer Wasserballspieler
- Guljajewa, Jelena Wiktorowna (* 1967), russische Hochspringerin
- Guljaschki, Andrej (1914–1995), bulgarischer Schriftsteller
- Guljawzew, Alexander Wjatscheslawowitsch (* 1973), russischer Eishockeyspieler

### Gulk
- Gulka, Bud (* 1947), kanadischer Eishockeyspieler
- Gülke, Caroline (* 1982), deutsche Eiskunstläuferin
- Gülke, Peter (* 1934), deutscher Dirigent, Musikwissenschaftler und MusikschriftstellerPeter Gülke (* 1934)

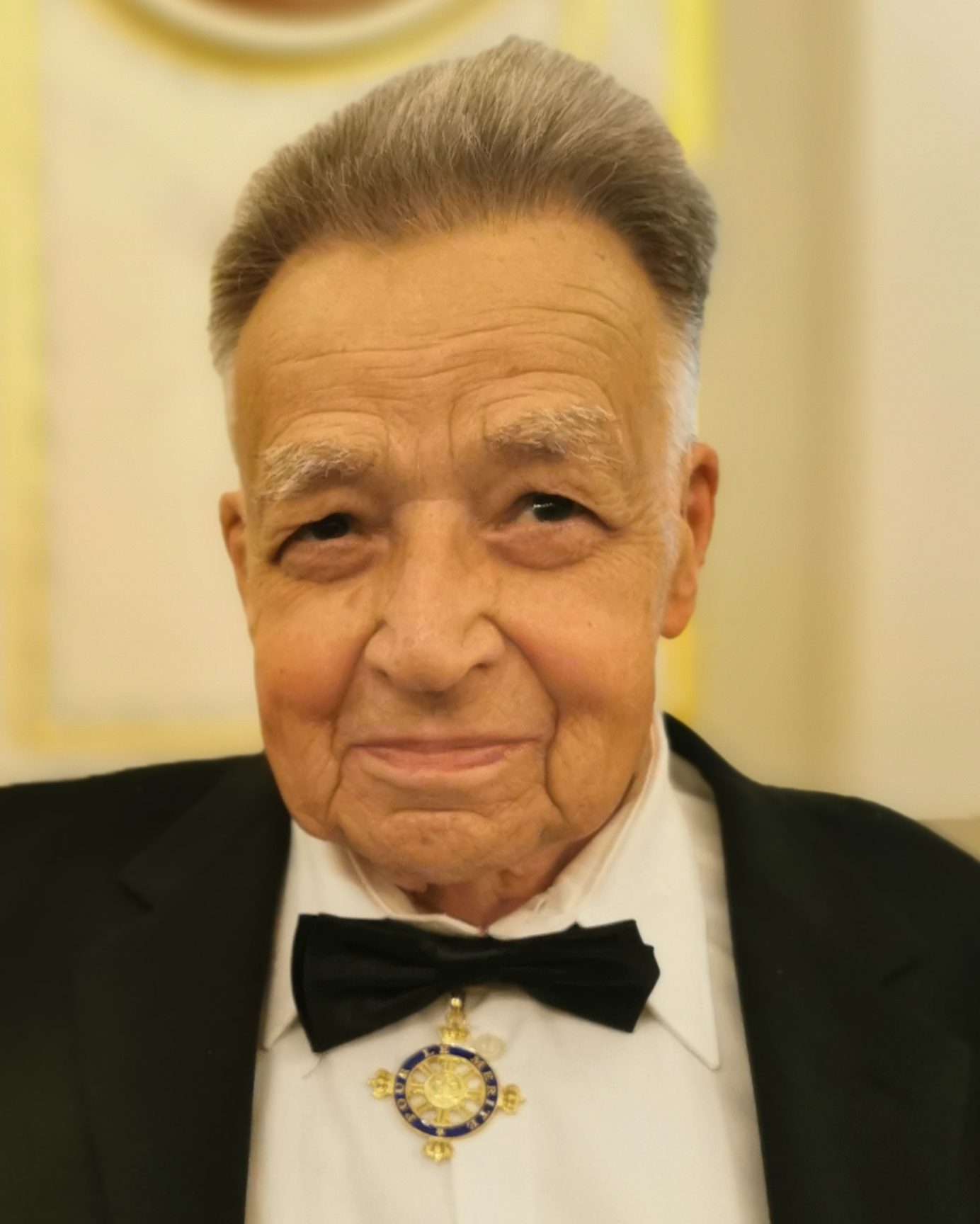
Peter Gülke (* 1934)

- Gülker, Paul (1892–1979), deutscher Versicherungsjurist und -manager
- Gulkišar, Herrscher der ersten Meerland-Dynastie
- Gulko, Boris Franzewitsch (* 1947), US-amerikanischer Schachmeister russischer Herkunft
- Gulkowitsch, Lazar (1898–1941), russisch-deutscher Judaist

### Gull
- Gull, Clemens (* 1969), österreichischer Co-Autor der Referenz für HTML5, sowie Autor weiterer Bücher für Webentwicklung
- Gull, Eric (* 1973), argentinisch-schweizerischer Handballspieler
- Güll, Friedrich (1812–1879), deutscher Dichter
- Gull, Gustav (1858–1942), Schweizer Architekt
- Gull, Markus (* 1963), österreichischer Autor
- Güll, Martin (* 1953), bayerischer Politiker (SPD), MdL
- Güll, Maximilian (* 1995), deutscher Fußballspieler
- Gull, Sofía (* 2005), argentinische Handballspielerin
- Gull, William (1816–1890), britischer ArztWilliam Gull (1816–1890)

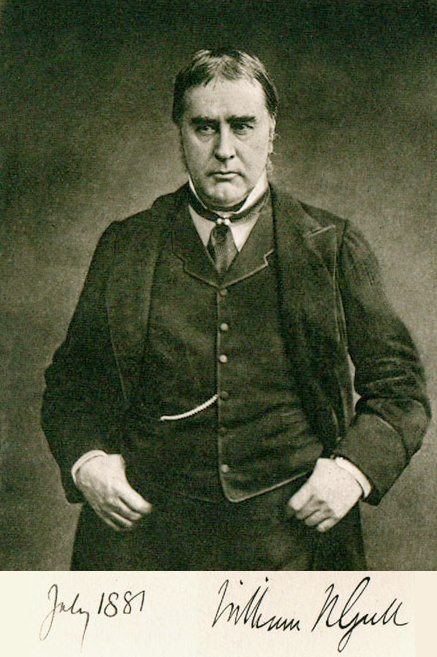
William Gull (1816–1890)

- Gulla, Alejandra (* 1977), argentinische Feldhockeyspielerin
- Gullach, René (* 1964), dänischer Radrennfahrer
- Gullan, Jamie (* 1999), schottischer Fußballspieler
- Gülland, Brit (* 1963), deutsche Film-, Theaterschauspielerin und Synchronsprecherin
- Gulland, John Mason (1898–1947), britischer Biochemiker
- Gullander, Miguel (1975–2024), portugiesisch-schwedischer Lusitanist, Schriftsteller und Romancier, Pädagoge, Übersetzer und Hochschullehrer
- Gullane, Abel († 1254), schottischer Geistlicher
- Gullar, Ferreira (1930–2016), brasilianischer Schriftsteller, Kunstkritiker, Übersetzer, Biograf
- Gullasch, Hermann (1900–1969), Oberbürgermeister von Bremerhaven
- Gullath, Brigitte (1953–2012), deutsche Althistorikerin und Bibliothekarin
- Gullatz, Biber (* 1962), deutscher FilmmusikkomponistBiber Gullatz (* 1962)

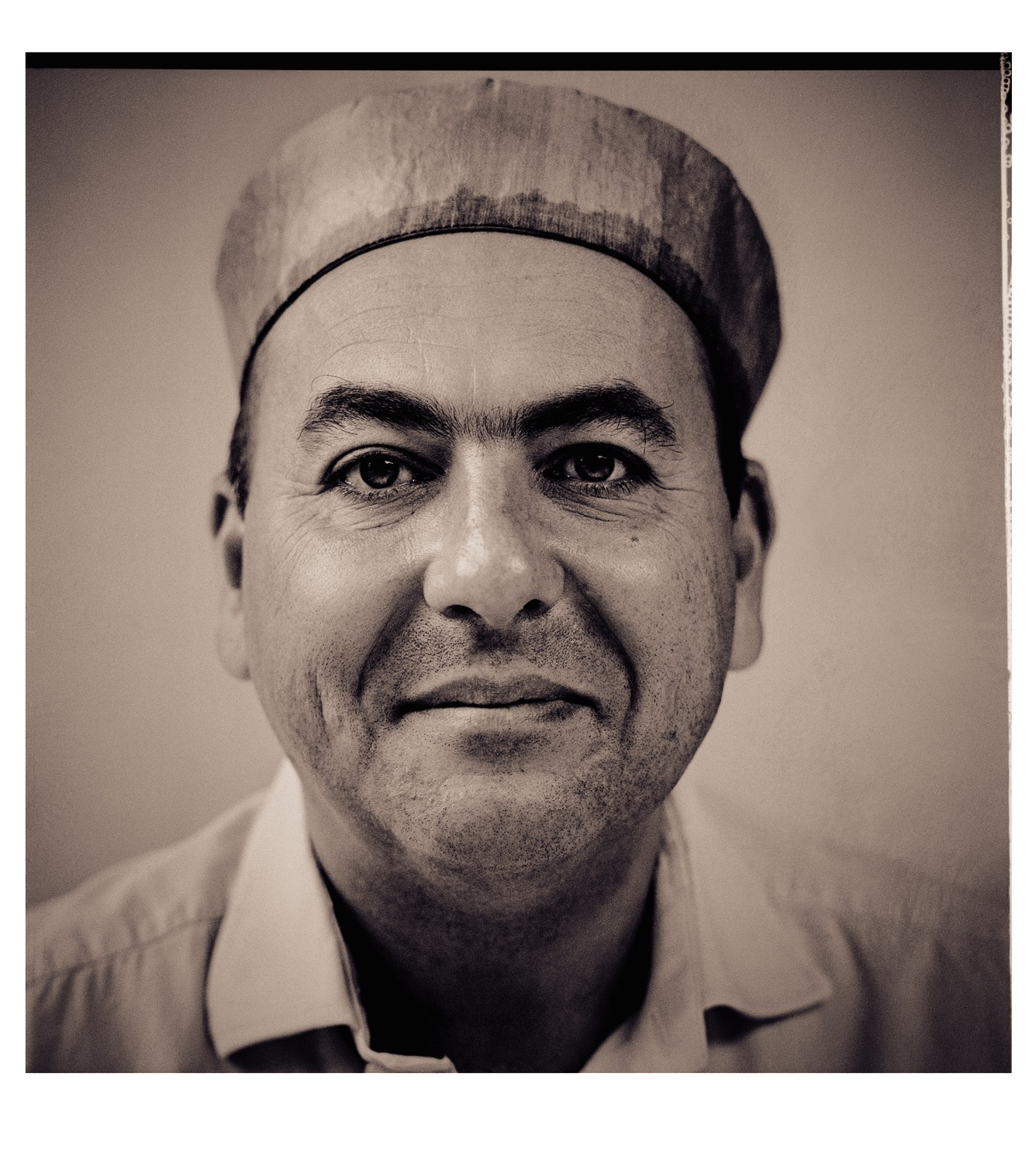
Biber Gullatz (* 1962)

- Gullberg, Hjalmar (1898–1961), schwedischer Dichter
- Gullberg, Ida (* 1998), schwedische Handballspielerin
- Gulldén, Christer (* 1960), schwedischer Ringer
- Gulldén, Isabelle (* 1989), schwedische Handballspielerin
- Gülle, Erich (1902–1984), deutscher Fußballspieler
- Gülle, Orhan (* 1992), türkischer Fußballspieler
- Gullen, Tore (* 1949), norwegischer Skilangläufer
- Güllenstein, Johann von (1682–1724), königlich-schwedischer Oberstleutnant
- Güllenstern, Eleonore (1929–2017), deutsche Politikerin (SPD), Oberbürgermeisterin von Mülheim an der Ruhr
- Güller, Harald (* 1963), deutscher Politiker (SPD), MdL
- Güller, Serhat (* 1968), türkischer Fußballspieler und -trainer
- Guller, Youra (1895–1980), französische Pianistin
- Gülleri, Taner (* 1976), türkischer Fußballspieler und -trainer
- Gullerud, Magnus (* 1991), norwegischer Handballspieler
- Gullett, Henry Somer (1878–1940), australischer Politiker und Außenminister
- Gullette, Sean (* 1968), US-amerikanischer Schauspieler und DrehbuchautorSean Gullette (* 1968)

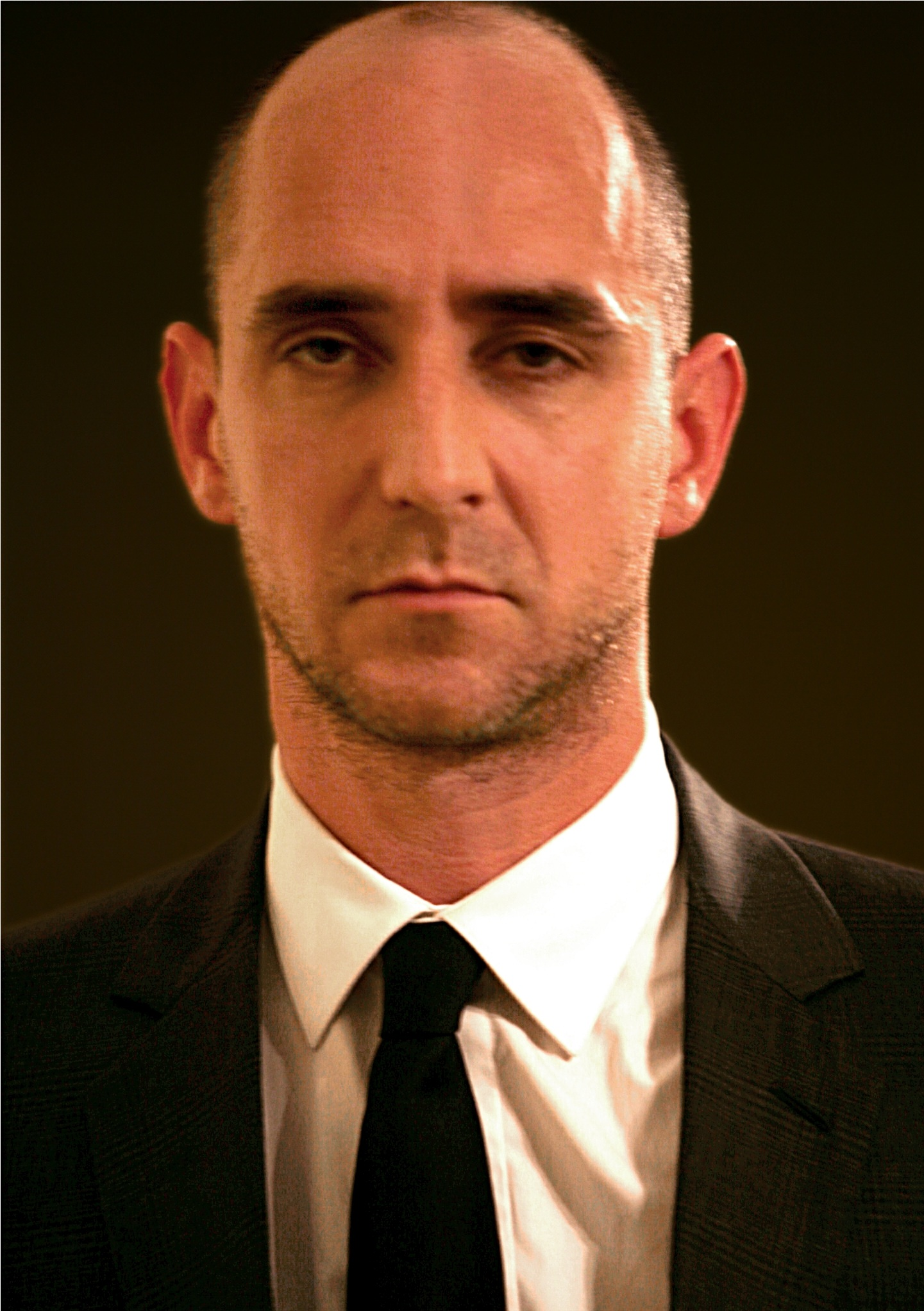
Sean Gullette (* 1968)

- Gulley, Justin (* 1993), neuseeländischer Fußballspieler
- Gulley, Kellen (* 1994), US-amerikanischer Fußballspieler
- Gulley, Shawn (* 1993), deutsch-US-amerikanischer Basketballspieler
- Gulli Guðmundsson (* 1971), isländischer Jazzbassist
- Gulli, Anita (* 1998), italienische Skirennläuferin
- Gulli, Franco (1926–2001), italienischer Violinist und Musikpädagoge
- Gullia, Mathias (1815–1866), aus Istrien stammender Hofbeamter
- Güllich, Arne (* 1965), deutscher Sportwissenschaftler und Hochschullehrer
- Güllich, Gerhard (* 1938), kommissarischer Präsident des Bundesnachrichtendienstes
- Güllich, Wolfgang (1960–1992), deutscher SportklettererWolfgang Güllich (1960–1992)

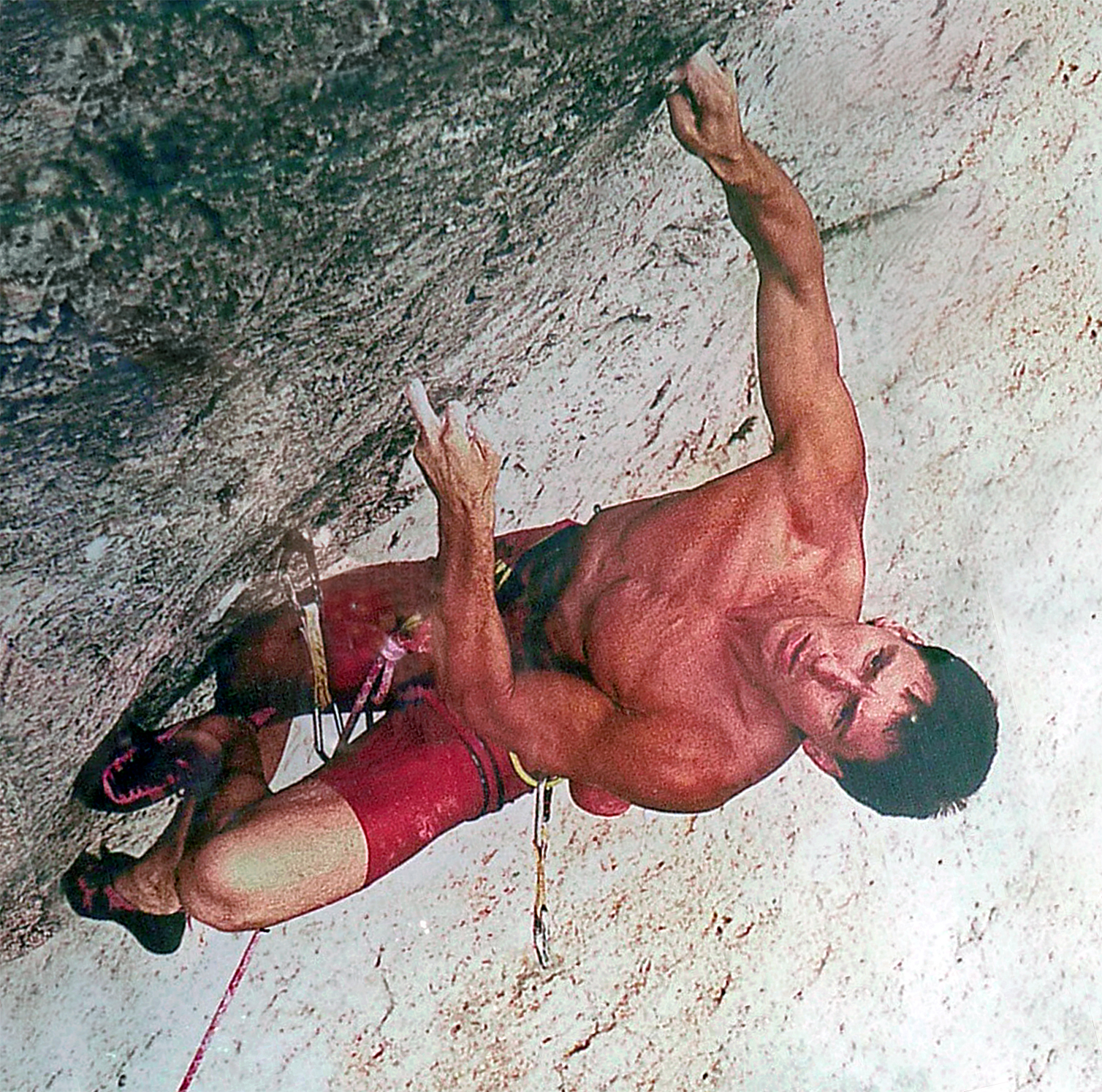
Wolfgang Güllich (1960–1992)

- Gullichsen, Kristian (1929–2021), finnischer Architekt
- Gullickson, Carly (* 1986), US-amerikanische Tennisspielerin
- Gullickson, Chelsey (* 1990), US-amerikanische Tennisspielerin
- Gullickson, Thomas (* 1950), US-amerikanischer Geistlicher, römisch-katholischer Erzbischof, und Diplomat des Heiligen Stuhls
- Gulliksen, Geir (* 1960), norwegischer Springreiter
- Gulliksen, Geir (* 1963), norwegischer Autor und Verleger
- Gulliksen, Kevin (* 1996), norwegischer Handballspieler
- Gulliksen, Tobias (* 2003), norwegischer Fußballspieler
- Gulliksen, Victoria (* 1992), norwegische Springreiterin
- Gullikson, Tim (1951–1996), US-amerikanischer Tennisspieler
- Gullikson, Tom (* 1951), US-amerikanischer Tennisspieler und Tennistrainer
- Gulliksson, Lars (* 1967), schwedischer Jazzmusiker
- Gullin, Lars (1928–1976), schwedischer Jazz-Saxophonist
- Gullin, Peter (1959–2003), schwedischer Jazz-Saxophonist
- Gullini, Maria Pia (1892–1959), italienische Trappistin und Äbtissin
- Gullino, Giuseppe (* 1944), italienischer Historiker
- Gullion, Edmund Asbury (1913–1998), US-amerikanischer Diplomat
- Gullit, Maxim (* 2001), niederländischer Fußballspieler
- Gullit, Ruud (* 1962), niederländischer Fußballspieler und FußballtrainerRuud Gullit (* 1962)

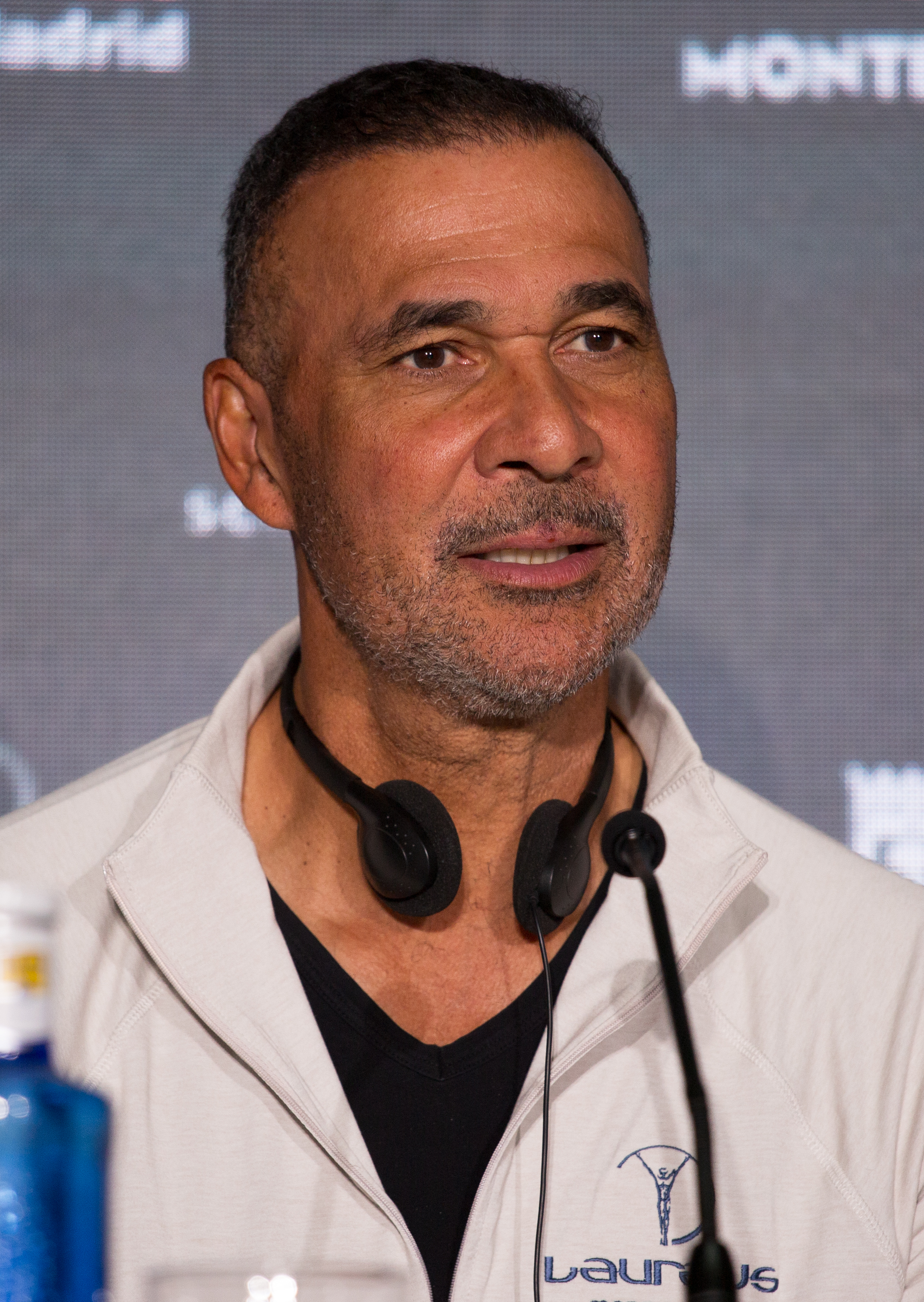
Ruud Gullit (* 1962)

- Gulliver, Dorothy (1908–1997), US-amerikanische Schauspielerin
- Gulliver, Stuart (* 1959), britischer Bankmanager
- Gulliver, Trina (* 1969), englische Dartspielerin
- Gullmann, Benedict (1673–1745), deutscher Mediziner, Stadtarzt in Augsburg, Mitglied der Leopoldina
- Güllner, Manfred (* 1941), deutscher Soziologe, Sozialpsychologe und Betriebswirt
- Gullo, Fausto (1887–1974), italienischer Rechtsanwalt und Politiker (PCI), Mitglied der Camera dei deputati
- Gullo, Giovanni (* 1983), italienischer Skilangläufer
- Gullock, Gary (* 1958), australischer Ruderer
- Gullotti, Antonino Pietro (1922–1989), italienischer Politiker
- Gullotti, Bob (1949–2020), US-amerikanischer Jazzmusiker und Hochschullehrer
- Gullotti, Hervé (* 1972), Schweizer Politiker (SP)
- Gullotti, Marietta (* 1931), Schweizer Malerin
- Gulløv, Hans Christian (* 1946), dänischer Archäologe, Ethnologe und Historiker
- Gullstrand, Allvar (1862–1930), schwedischer Augenarzt, Nobelpreisträger für Medizin 1911Allvar Gullstrand (1862–1930)

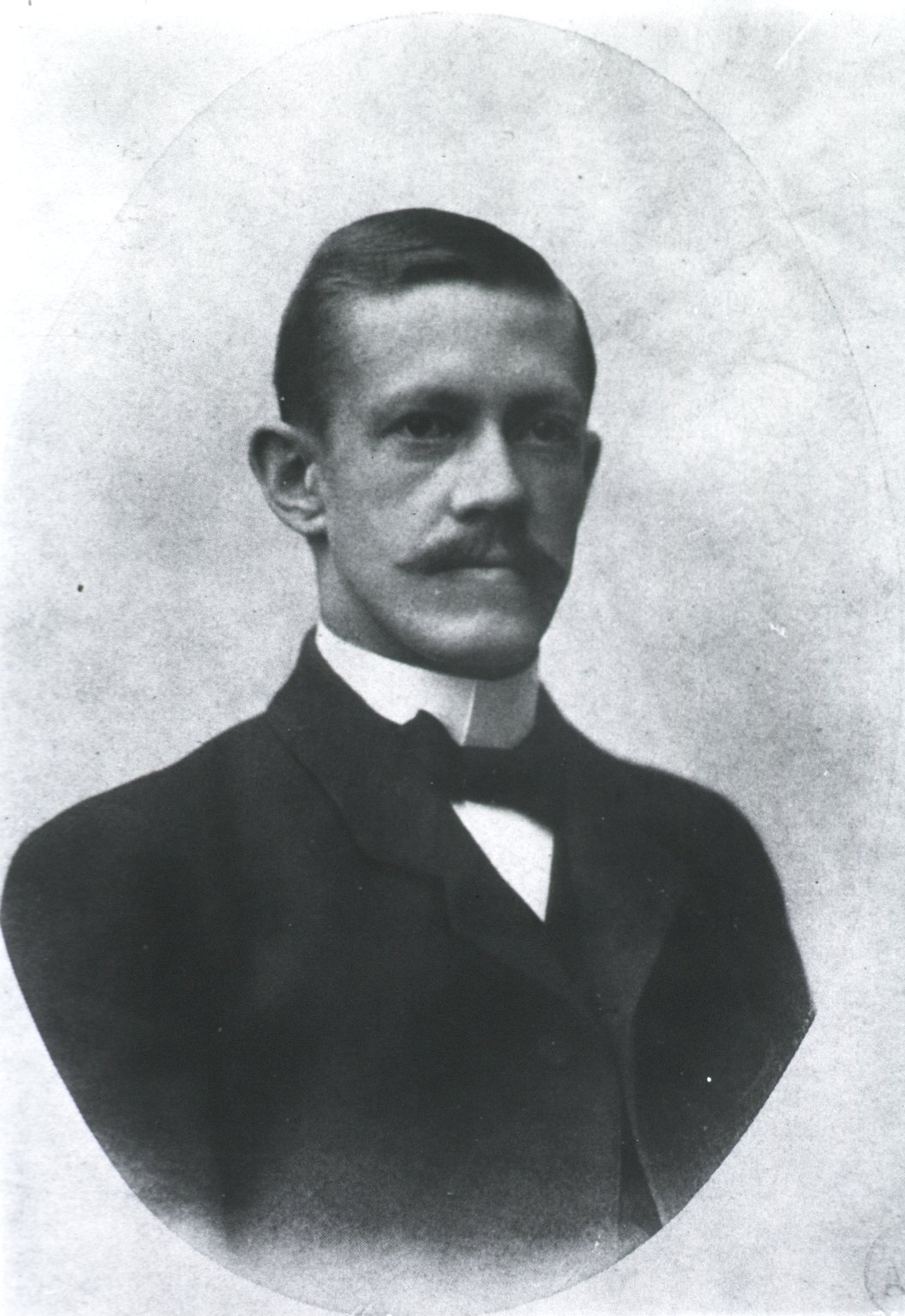
Allvar Gullstrand (1862–1930)

- Gullstrand, Tore (1921–2002), schwedischer Luftfahrtingenieur und Aerodynamik-Experte
- Güllü, Agop (1840–1902), armenischer Theaterregisseur
- Güllü, Canan (* 1962), türkische Frauenrechts-Aktivistin
- Gullvåg, Olav (1885–1961), norwegischer Schriftsteller
- Gully, John (1783–1863), englischer Boxer und Politiker
- Gully, Terreon (* 1982), US-amerikanischer Jazzmusiker (Schlagzeug)
- Gully, William, 1. Viscount Selby (1835–1909), britischer Politiker der Liberal Party und Sprecher des Unterhauses

### Gulm
- Gulmanowa, Dünýägözel (* 1989), turkmenische Politikerin und Parlamentspräsidentin
- Gülmen, Esra (* 1986), türkische Künstlerin und Designerin
- Gülmez, Fatih (* 1993), türkischer Fußballtorhüter
- Gulmurodi, Sadullo (* 1990), tadschikischer Fußballschiedsrichter

### Gulo
- Güloğlu, Davut (* 1972), türkischer Popmusiker
- Guloien, Krista (* 1980), kanadische Ruderin
- Gʻulomov, Qodir (* 1945), usbekischer Politiker
- Gulotta, Giuseppe (* 1957), italienisches Justizopfer
- Gulov, Leonid (* 1981), estnischer Ruderer
- Gulow, Alischer (* 1989), tadschikischer Taekwondoin

### Gulp
- Gulp, Eisi (* 1955), deutscher Schauspieler, Kabarettist, Komödiant, Fernsehmoderator und -reporterEisi Gulp (* 1955)

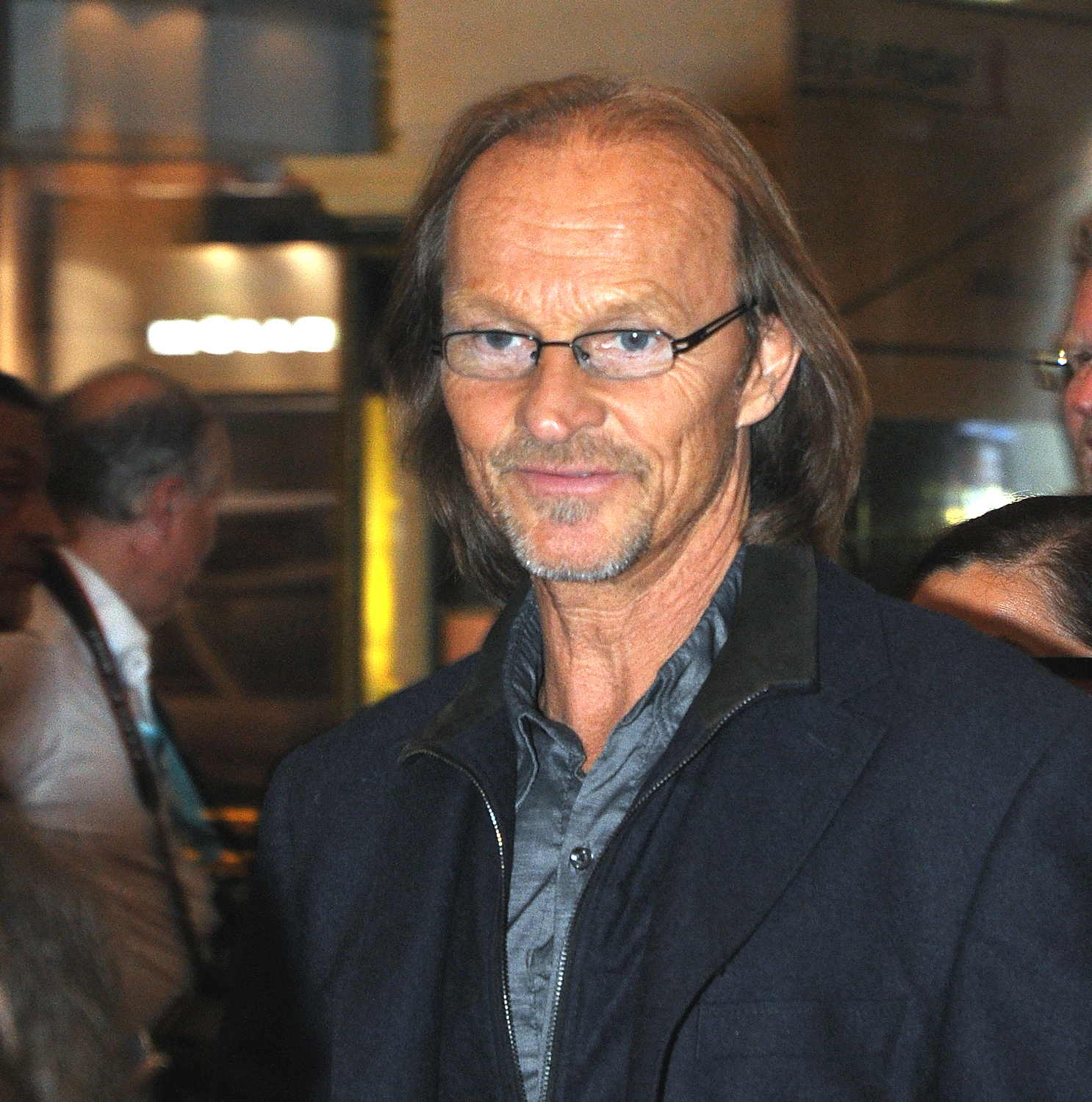
Eisi Gulp (* 1955)

- Gülpen, Joseph van (1793–1850), deutscher Tuchfabrikant
- Gülpen, Theodor van (1761–1840), deutscher Benediktiner und Pastor Primarius
- Gülpers, Josef (* 1960), deutscher Kunsthistoriker
- Gulpilil, David († 2021), australischer Schauspieler und Tänzer
- Gülpınar, Serhat (* 1979), türkischer Fußballspieler

### Guls
- Gülşe, Amine (* 1993), schwedisch-türkische Schauspielerin, Modell und Gewinnerin eines Schönheitswettbewerbs
- Gülselam, Ceyhun (* 1987), deutsch-türkischer Fußballspieler
- Gülşen (* 1976), türkische Popsängerin und Songwriterin
- Gülseren (* 1973), türkisch-französische Sängerin und Türkischlehrerin
- Gülses, Necip (* 1952), türkischer Musiker, Komponist und Musikpädagoge
- Gülstorff, Max (1882–1947), deutscher Schauspieler
- Gülstorff, Otto (1878–1959), deutscher Filmarchitekt und Architekt

### Gult
- Gult, Karel (* 1947), tschechischer Schauspieler
- Gültang, Hasan Okan (* 1972), türkischer Fußballspieler
- Gültekin, Cem-Ali (* 1981), deutscher Schauspieler und Comedian
- Gültekin, Gökhan (1982–2020), Opfer des Anschlags in Hanau vom 19. Februar 2020
- Gültekin, Hasret (1971–1993), kurdischer Saz-SpielerHasret Gültekin (1971–1993)

Hasret Gültekin (1971–1993)

- Gültekin, Nevâl, türkische Soziologin und Fachautorin
- Gültekin, Yusuf Emre (* 1993), türkischer Fußballspieler
- Gültig, Heinrich (1898–1963), deutscher NS-Oberbürgermeister Heilbronns
- Gültiken, Ali (* 1965), türkischer Fußballspieler und -trainer
- Gültlingen, Wilhelm von (1834–1898), deutscher Jurist und Politiker, MdR

### Gulu
- Gülüm, Ersan (* 1987), australisch-türkischer Fußballspieler
- Gülüm, Yilmaz (* 1989), österreichischer Journalist
- Gülünoğlu, Neşat (* 1979), türkischer Fußballspieler
- Gulussa, König von Numidien
- Gulutzan, Glen (* 1971), kanadischer Eishockeyspieler und -trainer

### Gulw
- Gulwadi, Omkar, indischer Tablaspieler

### Guly
- Gulya, János (1933–2017), ungarischer Philologe, Kulturhistoriker und Finnougrist
- Gulya, Robert (* 1973), ungarischer Komponist
- Gulyak, Sofya (* 1979), russische Konzertpianistin
- Gulyamov, Bakhtiyar (* 1964), usbekischer Diplomat
- Gulyás, Gergely (* 1981), ungarischer Jurist und PolitikerGergely Gulyás (* 1981)

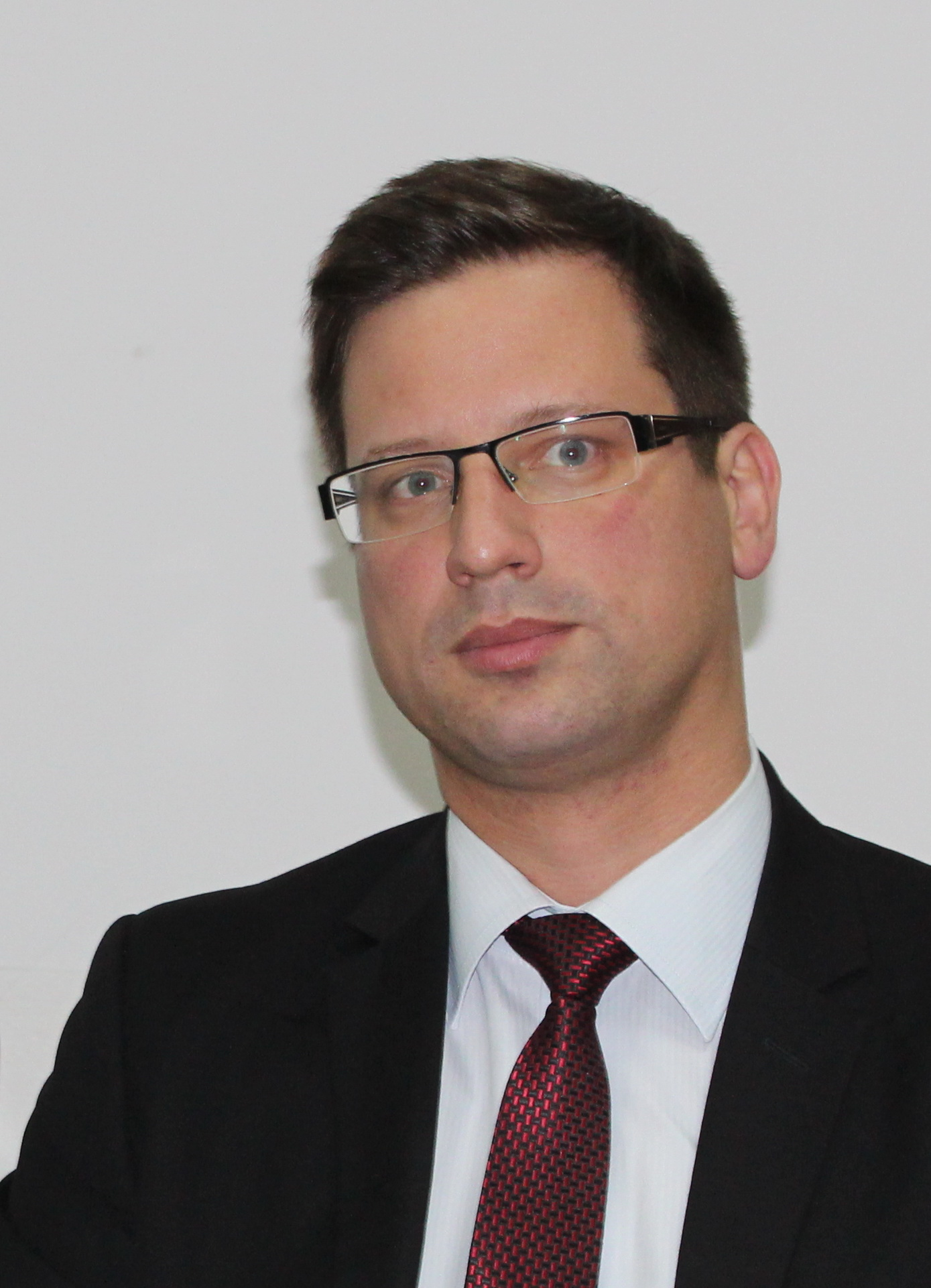
Gergely Gulyás (* 1981)

- Gulyás, Géza (1931–2014), ungarischer Fußballspieler
- Gulyás, István (1931–2000), ungarischer Tennisspieler
- Gulyás, István (* 1968), ungarischer Handballspieler und -trainer
- Gulyás, Márta (* 1953), ungarische Konzert-Pianistin und Hochschullehrerin
- Gulyás, Michelle (* 2000), ungarische Pentathletin
- Gulyás, Péter (* 1984), ungarischer Handballspieler und -trainer
- Gulyas, Rick (* 1952), kanadischer Skispringer
- Gulyás, Róbert (* 1974), ungarischer Basketballspieler
- Gulyás-Köteles, Erzsébet (1924–2019), ungarische Turnerin
- Gulyga, Wladimir Iwanowitsch (1882–1938), russisch-sowjetischer Metallurg

### Gulz
- Gulz, Ignaz (1814–1874), österreichischer Augen- und Ohrenarzt
- Gulzar (* 1936), indischer Dichter, Liedtexter, Drehbuch- und Dialogautor, Filmregisseur und Filmproduzent
- Gulzarova, Irena (* 1982), usbekisch-schweizerische Pianistin
- Gülzau, Johann Andreas (1817–1891), deutscher Baptistenpastor
- Gülzow, Adalbert (1862–1933), deutscher Musiker
- Gülzow, Claudia, deutsche Immobilienmaklerin
- Gülzow, Erich (1888–1954), deutscher Lehrer und Lokalhistoriker
- Gülzow, Erik (* 1994), deutscher Handballspieler
- Gülzow, Gerhard M. (1904–1980), deutscher Oberkonsistorialrat in Danzig
- Gülzow, Henneke (1938–1997), deutscher evangelischer Theologe und Hamburger Hochschullehrer
- Gülzow, Martin (1910–1976), deutscher Gastroenterologe
- Gülzow, Matthias (* 1965), deutscher Journalist